# 科技產業園區

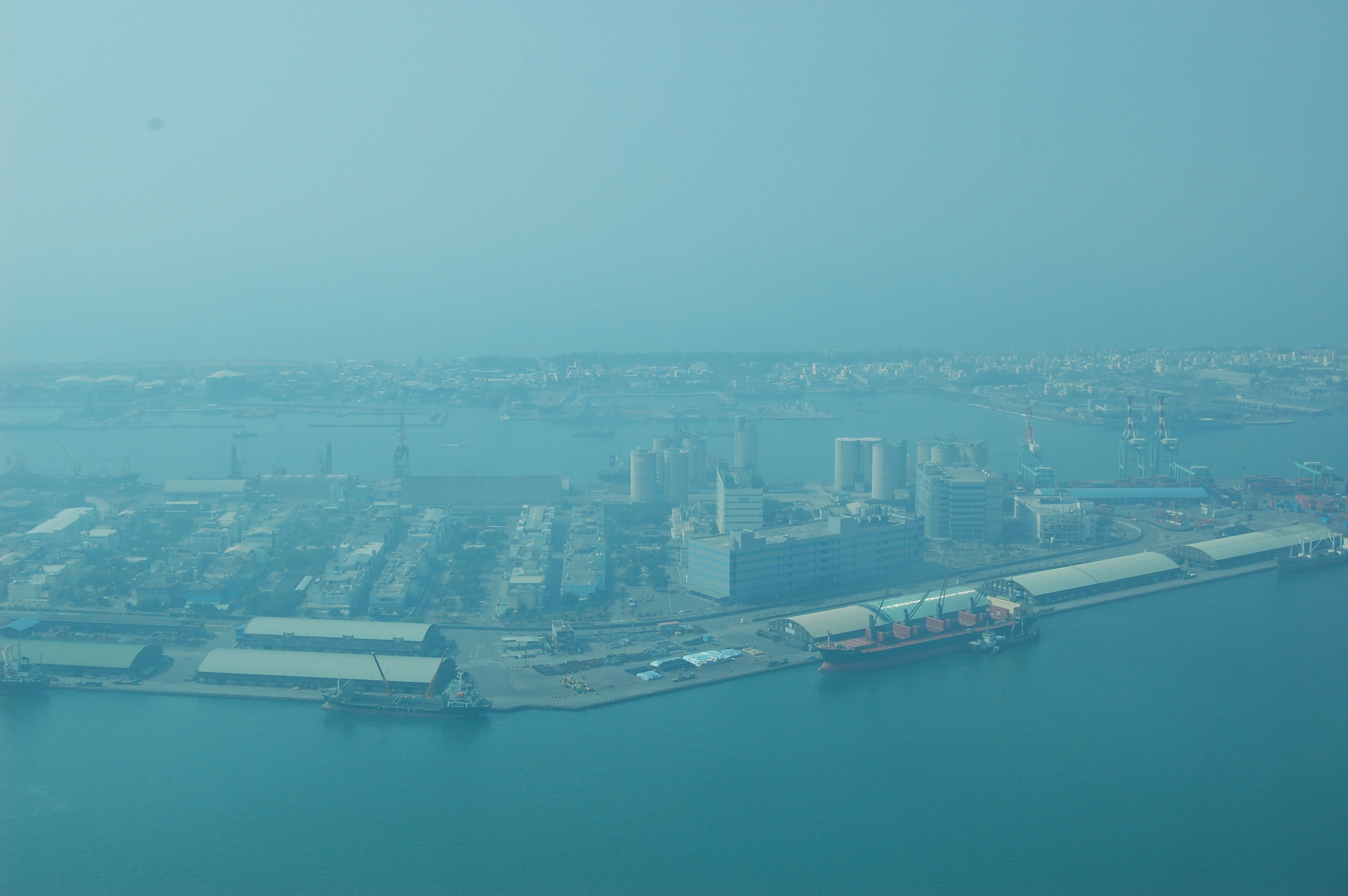
前鎮科技產業園區與高雄港的中島商港區

科技產業園區（前稱加工出口區）是一種保稅工業區，園區是有門禁管理的封閉型集中廠區，由經濟部產業園區管理局管轄。區內的生產品出貨是直接出口而可以享有退稅優惠的。因為只針對外銷出口免稅，所以早期區內的門禁頗為嚴格，出入的車輛都必需盤檢是否有帶物料貨品進出的情形，以防止將外銷保稅品直接銷往國內的情形。但隨著時代演進，已經不再像往年那樣嚴苛，由於開放了國內出貨銷售，所以不再嚴格執行門禁。
高雄加工出口區全球第一個出口加工區，是台灣所構思出的一種吸引外資的工業廠區，對台灣的經濟發展有莫大的貢獻。因高雄加工出口區極為成功，日後又加設楠梓加工出口區等數個加工出口區。
2021年依照《科技產業園區設置管理條例》，將「加工出口區」更名為「科技產業園區」。。

## 外部連結
1. ↑  .   [2021-02-23]. （原始内容存档于2021-12-12）.